# Tour de Guangxi
El Tour de Guangxi (oficialmente: Tour of Guangxi o en mandarín 环广西) es una carrera ciclista profesional por etapas que se realiza en el mes de octubre en la región de Guangxi, República Popular China. La prueba se creó en 2017 y recibió la categoría 2.UWT (máxima categoría mundial).
La prueba, que se celebra anualmente, dura 6 días y atraviesa zonas metropolitanas y rurales hasta llegar a la ciudad de Guilin, un importante centro turístico de la zona meridional de China.

## Palmarés
| Año  | Ganador             | Segundo                | Tercero            |           |
| ---- | ------------------- | ---------------------- | ------------------ | --------- |
| 2017 | Tim Wellens         | Bauke Mollema          | Nicolas Roche      |           |
| 2018 | Gianni Moscon       | Felix Großschartner    | Serguéi Chernetski |           |
| 2019 | Enric Mas           | Daniel Felipe Martínez | Diego Rosa         |           |
| 2020 | cancelada           | cancelada              | cancelada          | cancelada |
| 2021 | cancelada           | cancelada              | cancelada          | cancelada |
| 2022 | cancelada           | cancelada              | cancelada          | cancelada |
| 2023 | Milan Vader         | Rémy Rochas            | Ethan Hayter       |           |
| 2024 | Lennert Van Eetvelt | Oscar Onley            | Alex Baudin        |           |

## Palmarés por países
| País         | Victorias |
| ------------ | --------- |
| Bélgica      | 2         |
| Italia       | 1         |
| España       | 1         |
| Países Bajos | 1         |